# Michael Baker-Harber
Michael James Baker-Harber (* 4. Oktober 1945 in London; † 25. Juni 2022) war ein britischer Regattasegler.

## Werdegang
Michael Baker-Harber belegte mit Barry Dunning und Iain MacDonald-Smith bei den Olympischen Spielen 1976 in Montreal bei der Soling-Regatta in Kingston den 13. Platz.
Von Beruf war Baker-Harber Anwalt und war von 2003 bis 2006 Vorsitzender der London Maritime Arbitrators Association.